# Kasindi
Kasindi est une ville frontalière du Nord-Est de la république démocratique du Congo, située dans la province du Nord-Kivu dans le territoire de Beni à 90 km au Sud-Est de la ville de Beni sur le plateau du Rwenzori. Elle se trouve à la frontière avec l'Ouganda, juste en face de la ville de Mpondwe dans le district de Kasese et à 22 km au Nord-Est du site archéologique d'Ishango. La localité de Kasindi-Port se situe au bord du lac Édouard à 18 km au Sud-Est de la ville.

## Géographie
Kasindi se situe à l’extrême Est du territoire de Beni sur le plateau du Mont Rwenzori.
Cette partie du Ruwenzori possède un climat désertique chaud et sec (BWh) selon la classification de Köppen-Geiger. La température moyenne en novembre à Ruwenzori est d'environ 24.1°C et les précipitations sont en moyenne de 46.1mm. La nuit les températures chutent à 18.2°C et la journée elles peuvent atteindre 28.6°C.

## Économie
Le poste frontalier de Mpondwe-Kasindi est un point de transit très fréquenté pour les personnes et les marchandises commerciales. C'est le point frontalier le plus actif pour le commerce entre l'Ouganda et la RD Congo , représentant 25 % des exportations et 10,6 % des importations pour l'Ouganda.
Kasindi a joué un rôle important dans le développement de plusieurs villes de l'Est de la RDC dont Butembo, Beni, Oicha, Luholu... plus particulièrement.

## Histoire
Kasindi porte une grande partie de l'histoire du peuple Yira (Nande et Konjo).
En 2012, les rebelles Maï-Maï ont attaqué Kasindi et Lubiriha en RD du Congo, provoquant la fuite de centaines de réfugiés vers l'Ouganda.
En 2023, l'État islamique a bombardé une église, tuant 17 personnes.